# بنجامين بيكر (مهندس)
السير بنجامين بيكر (بالإنجليزية: Benjamin Baker)‏ (31 مارس عام 1840 - 19 مايو عام 1907) الحائز على وسام الحمام ووسام القديس مايكل والقديس جورج وزميل الجمعية الملكية والحاصل على زمالة الجمعية الملكية بأدنبرة، مهندس مدني إنجليزي مرموق، امتد عمله من منتصف العصر الفيكتوري إلى آخره. ساعد في تطوير السكك الحديدية المبكرة لمترو الأنفاق في لندن مع السير جون فاولر، لكنه اشتُهر بعمله في الجسر الرابع. شارك في العديد من الإسهامات البارزة الأخرى في الهندسة المدنية، بما في ذلك دوره شاهدًا خبيرًا في التحقيق العام في كارثة جسر تاي للسكك الحديدية. ساعد لاحقًا في تصميم سد أسوان الأول وبنائه.

## النشأة والمهنية
وُلد بيكر في كيفورد، التي أصبحت الآن جزءًا من فروم، سومرست في عام 1840، ابن بنجامين بيكر، المدير المساعد لمصنع حديد توندو، وسارة هوليس. توجد لوحة منقوشة على منزلهم في بوتس هيل. تلقى تعليمه في مدرسة شيلتنهام للقواعد، وأصبح في سن السادسة عشرة متدربًا لدى ميسرس برايز وفوكس في مصنع الحديد التابع لدير نيث. قضى عامين مساعدًا للسيد هالسي وليام ويلسون، بعد انتهاء تدريبه المهني. انضم لاحقًا للسير جون فاولر في لندن. شارك في بناء سكك حديد متروبوليتان (لندن). كان أيضًا أحد الشهود الخبراء في كارثة جسر تاي للسكك الحديدية عام 1879.
صمم السفينة الأسطوانية التي نُقلت فيها إبرة كليوباترا -التي ترسو الآن على جسر التايمز في لندن- من مصر إلى إنجلترا في عامي 1877 - 1878.
اكتسب ممارسة مهنية كبيرة للغاية، امتدت تقريبًا إلى كل فرع من فروع الهندسة المدنية، اهتم بشكل مباشر يزيد أو ينقص قليلًا بمعظم الإنجازات الهندسية العظيمة في عصره.

## الجسور
نشر كتابًا في الوقت المناسب عن جسور السكك الحديدية الطويلة في سبعينيات القرن التاسع عشر، ودعا فيه إلى إدخال الصلب، وأوضح إمكانية إطالة بحور الجسور كثيرًا باستخدام هذه المادة. تنبأ الكتاب على نحو رائع بالطريقة التي يُمكن بها استغلال خصائص الصلب في الهياكل الإنشائية.

### كارثة جسر تاي
استُدعي شاهدًا خبيرًا في التحقيق في كارثة جسر تاي للسكك الحديدية في عام 1880. أدى دوره باستقلالية وإصرار، على الرغم من تصرفه نيابةً عن توماس بوش، باني أول جسر للسكك الحديدية عبر نهر تاي. كانت شهادته ضد النظرية القائلة إن سبب الكارثة هو وقوع الجسر في مهب الرياح في تلك الليلة المشؤومة. أجرى مسحًا دقيقًا للهياكل الإنشائية في الجسر أو القريبة منه، وتوصل إلى أن سرعة الرياح لم تكن زائدة عن الحد في ليلة الكارثة. أشار التحليل الرسمي للكارثة إلى أنه في حالة زيادة ضغط الرياح عن 30 رطلًا لكل قدم مربع، يتسبب ذلك في سقوط الهيكل الإنشائي، لكنه فحص الهياكل الإنشائية الصغرى بالقرب من الجسر وتوصل إلى عدم تجاوز الضغط 15 رطلًا لكل قدم مربع في ليلة الكارثة. شملت الهياكل الإنشائية الصغرى: الجدران وحصى الطريق على الجسر وكلًا من صندوقي الإشارة إما الموجودة على الجسر بالفعل أو بالقرب منه.
صرح في بيانه أيضًا أمام المحكمة بأنه بنى أكثر من 12 ميلًا (19 كم) من جسر السكك الحديدية، مشيرًا إلى تصميمه للسكك الحديدية المرتفعة -في نيويورك في عام 1868- التي ما يزال بعضها موجودًا في مانهاتن (غير مستخدمة). نصّب نفسه بحلول هذا الوقت مفوضًا لبناء الجسور، شارك بعد ذلك في بعض الأعمال التي زادت من شهرته بين عامة الشعب: تصميم وتشييد الجسر الرابع بالتعاون مع السير جون فاولر ووليام أرول. كان التصميم فريدًا من نوعه بالنسبة لجسر كابولي كبير، وبُني بالكامل من الصلب، وهو تطور آخر غير مسبوق في هندسة الجسور. وفرت الأنابيب المجوفة المتانة اللازمة للجسر إذ ثُبتت معًا بإحكام لصنع وصلات متينة. روّج بيكر تصميمه في العديد من المحاضرات العامة، وأعد شروحات عن اتزان الكابولي باستخدام مساعديه الداعمين له في هذه المرحلة.

## الأوسمة وسد أسوان القديم
عُين قائدًا للفرسان ونال (وسام القديس ميخائيل والقديس جورج)، عند الانتهاء من هذا المشروع في عام 1890، أقرت الجمعية الملكية في نفس العام بإنجازاته العلمية عن طريق انتخابه ضمن أعضائها. أقرت الأكاديمية الفرنسية للعلوم بأعمال فاولر وبيكر في عام 1892 ومنحتهما جائزة بونسيليه المشتركة. تلقى بيكر 2000 فرنك بسبب تضاعف نقود الجائزة. عُين قائدًا للفرسان ونال وسام الحمام، بعد عشر سنوات لاحقة في الافتتاح الرسمي لسد أسوان الأول، الذي كان مهندسًا استشاريًا له. شغل منصب رئيس معهد المهندسين المدنيين في الفترة من مايو عام 1895 إلى يونيو عام 1896. انتُخب عضوًا فخريًا أجنبيًا للأكاديمية الأمريكية للعلوم والفنون في عام 1899 وزميلًا فخريًا للجمعية الملكية في إدنبرة في عام 1902.

## السكك الحديدية لمترو الأنفاق
لعب بيكر أيضًا دورًا كبيرًا في إدخال النظام المُتبع على نطاق واسع في لندن لبناء السكك الحديدية لمترو الأنفاق في أنفاق أنبوبية عميقة من قطاعات حديد الزهر المركبة. شارك أيضًا في المشروع الفاشل الذي اقترحته السكك الحديدية لشمال غرب لندن في عام 1899 لبناء خط مترو الأنفاق في شمال غرب لندن. 

## كتاباته
بيكر أيضًا مؤلف للعديد من الأوراق البحثية حول الموضوعات الهندسية. كتب بيكر في عام 1872 سلسلة من المقالات بعنوان «قوة مباني الطوب». ناقش بيكر في هذه المقالات ضرورة عدم إهمال قوة شد الإسمنت في حساب قوة مباني الطوب. كتب أنه في حالة إهمال الإسمنت، تنهار العديد من الهياكل الإنشائية قبل عمرها الافتراضي.

## وفاته
تُوفي في بانغبورن، في بيركشاير حيث عاش هناك في سنواته الأخيرة، ودُفن في قرية إدبري في أوكسفوردشاير.

## روابط خارجية
- بنجامين بيكر (مهندس) على موقع الموسوعة البريطانية (الإنجليزية)
- بنجامين بيكر (مهندس) على موقع إن إن دي بي (الإنجليزية)